# Савелевка (Тернопольская область)
Савелевка (укр. Савелівка) — село в Монастырисской городской общине Чортковского района Тернопольской области Украины.
До 2020 года входило в Монастырисский район.
Население по переписи 2001 года составляло 251 человек. Почтовый индекс — 48322. Телефонный код — 3555.

## География
Расположен в 7 км от центра общины-г. Монастыриска также в 24 км от ближайшей железнодорожной станции Бучач.

## История
Первое письменное упоминание 1450 года. В 1802 году село входило в состав Галицкого дистрикта Станиславского округа Королевства Галиции и Лодомерий.
Действовали «Просвіта» и другие товарищества, кооператива. До 1919 года в селе действовала школа с украинским языком обучения. После аннексии ЗУНР в результате польско-украинской войны 1918—1919 годов обучение в школе проводилось на двух языках по распоряжению министра внутренних дел Польской Республики № 631 от 21 июля 1934 года с 1 августа 1934 года село входило в состав сельской гмины Монастыриска.
В национально-освободительных соревнованиях принимали участие:
- Теодор (1924—1944) и Ярослав (1927 г. р.) Бабаки, Василий Бабяк (1908 г. р.), Иван Баран (1910—1980), Надежда Богун (1927 г. р-?), Иван Гаврилишин (1903—1973), Стефания Головацкая (1918 г. н.), Григорий Герета (1922 г. н.), Михаил Дмитров (1911 г. н.), Климентий (1927—1980) и Михаил (1907—1942) Дудяки, Анна Капеняк (1927 г. н.), Степан Кривой (1925 г. р-?), Клим (1925 г. р.), Михаил (1917 г. р.) и Павел (1921 г. р-?) Подвысоцкие, Владимир (1927 г. р.), Даниил (1887—1964) и Иван (1926—1944), Василий (1912-г. р.-?), Иван (1921—1945), Григорий (1922-г. р.-?), Ольга (1927 г. р.), Филипп (1919 г. р.) и Яков (1910—1982) Романивы, Мирон (1925-г. р-?) и Филипп (1922-г. р-?) Савки, Николай Семкив (1911-г.р-?), Петр Слухацький (1911—1941), Владимир Татарин (1909—1945), Владимир Черкасский (1927—2005; был в подполье до 1967 г.) и другие.

В 1946 году село Савалуськи (Sawałuski) переименовано в Савельевку.
В течение 1962—1966 село принадлежало к Бучацкого района. После ликвидации Монастыриского района 19 июля 2020 года село вошло в Чортковский район.

## Религия
В 1873 году Папа римский Пий IX провозгласил Савалуськи паломническим место Украинской греко-католической церкви. В 1871 году была коронована Савелевской икона Божьей Матери.

## Достопримечательности
- Ботанический памятник природы местного значения Дуб Степана Дудяка.
- Есть церкви Преображения Господня (1876) и святого Иоанна Крестителя (1878, каменная; здесь хранится чудотворная икона Савелевской Божьей Матери), Крестный путь и часовня на месте появления Матери Божьей.
- Насыпана символическая могила УСС.[1]

## Социальная сфера
Функционирует ФАП, ТзОВ «Пролісок».